# Золотуха (приток Волги)
Золотуха — река в России, протекает в Красноармейском районе Саратовской области. Правый приток Волги.

## География
Каменка стекает с плато на правом берегу Волги около деревни Кубасово. Течёт на юго-восток. Ниже Кубасова принимает правый приток Шумейку. Ещё ниже Золотуха запружена. Река впадает в Волгу (Волгоградское водохранилище) в 872 км от устья последней. Около устья расположено село Золотое. Длина реки составляет 15 км, площадь бассейна — 126 км².

## Данные водного реестра
По данным государственного водного реестра России относится к Нижневолжскому бассейновому округу, водохозяйственный участок реки — Волга от Саратовского гидроузла до Волгоградского гидроузла, без рек Большой Иргиз, Большой Караман, Терешка, Еруслан, Торгун. Речной бассейн реки — Волга от верхнего Куйбышевского водохранилища до впадения в Каспий.
Код объекта в государственном водном реестре — 11010002212112100011074.